# Barbara Harel
Barbara Harel (ur. 5 maja 1977) – francuska judoczka. Trzykrotna olimpijka. Zajęła siódme miejsce w Sydney 2000; piąta w Atenach 2004 i Pekinie 2008. Walczyła w wadze lekkiej.
Piąta na mistrzostwach świata w 2003; uczestniczka zawodów w 2007. Startowała w Pucharze Świata w latach 1996-2002 i 2007-2010. Zdobyła osiem medali na mistrzostwach Europy w latach 1997 - 2008, w tym cztery w drużynie. Srebrna medalistka igrzysk śródziemnomorskich w 2009. Wygrała igrzyska frankofońskie w 2005. Mistrzyni Francji w 1999 i 2002 roku.

## Letnie Igrzyska Olimpijskie 2000
| Konkurencja | Eliminacje          | Eliminacje               | Repasaże                | Repasaże                 | Klas. końcowa |
| Konkurencja | Przeciwnik I        | Przeciwnik II            | Przeciwnik I            | Przeciwnik II            | Miejsce       |
| ----------- | ------------------- | ------------------------ | ----------------------- | ------------------------ | ------------- |
| 57 kg       | Laurie Pace (MLT) Z | Driulis González (CUB) P | Marisabel Lomba (BEL) Z | Cinzia Cavazzuti (ITA) P | 7.            |

## Letnie Igrzyska Olimpijskie 2004
| Konkurencja | Eliminacje                  | Repasaże           | Repasaże                   | Finały                      | Klas. końcowa |
| Konkurencja | Przeciwnik I                | Przeciwnik I       | Przeciwnik II              | o 3. miejsce                | Miejsce       |
| ----------- | --------------------------- | ------------------ | -------------------------- | --------------------------- | ------------- |
| 57 kg       | Yurisleidys Lupetey (CUB) P | Lena Göldi (SUI) Z | Natalja Juchariewa (RUS) Z | Deborah Gravenstijn (NED) P | 5.            |

## Letnie Igrzyska Olimpijskie 2008
| Konkurencja | Eliminacje          | Eliminacje                 | Repasaże               | Repasaże                 | Finały         | Klas. końcowa |
| Konkurencja | Przeciwnik I        | Przeciwnik II              | Przeciwnik I           | Przeciwnik II            | o 3. miejsce   | Miejsce       |
| ----------- | ------------------- | -------------------------- | ---------------------- | ------------------------ | -------------- | ------------- |
| 57 kg       | Kye Sun-hui (PRK) Z | Giulia Quintavalle (ITA) P | Yvonne Bönisch (GER) Z | Bernadett Baczkó (HUN) Z | Xu Yan (CHN) P | 5.            |